# Scrobigera candidemarginata
Scrobigera candidemarginata là một loài bướm đêm trong họ Noctuidae.